# Cirrhinus
Genre
Cirrhinus est un genre de poissons d'eau douce ou saumâtre téléostéens de la famille des Cyprinidae (ordre des Cypriniformes). Les membres de ce genre sont originaires d'Asie du Sud (Indochine et en Chine méridionale).

## Liste des espèces
Selon World Register of Marine Species (8 janvier 2024) :
- Cirrhinus cirrhosus (Bloch, 1795)
- Cirrhinus inornatus Roberts, 1997
- Cirrhinus jullieni Sauvage, 1878
- Cirrhinus microlepis Sauvage, 1878
- Cirrhinus molitorella (Valenciennes, 1844)
- Cirrhinus mrigala (Hamilton, 1822)
- Cirrhinus reba (Hamilton, 1822)
- Cirrhinus rubirostris Roberts, 1997

## Galerie

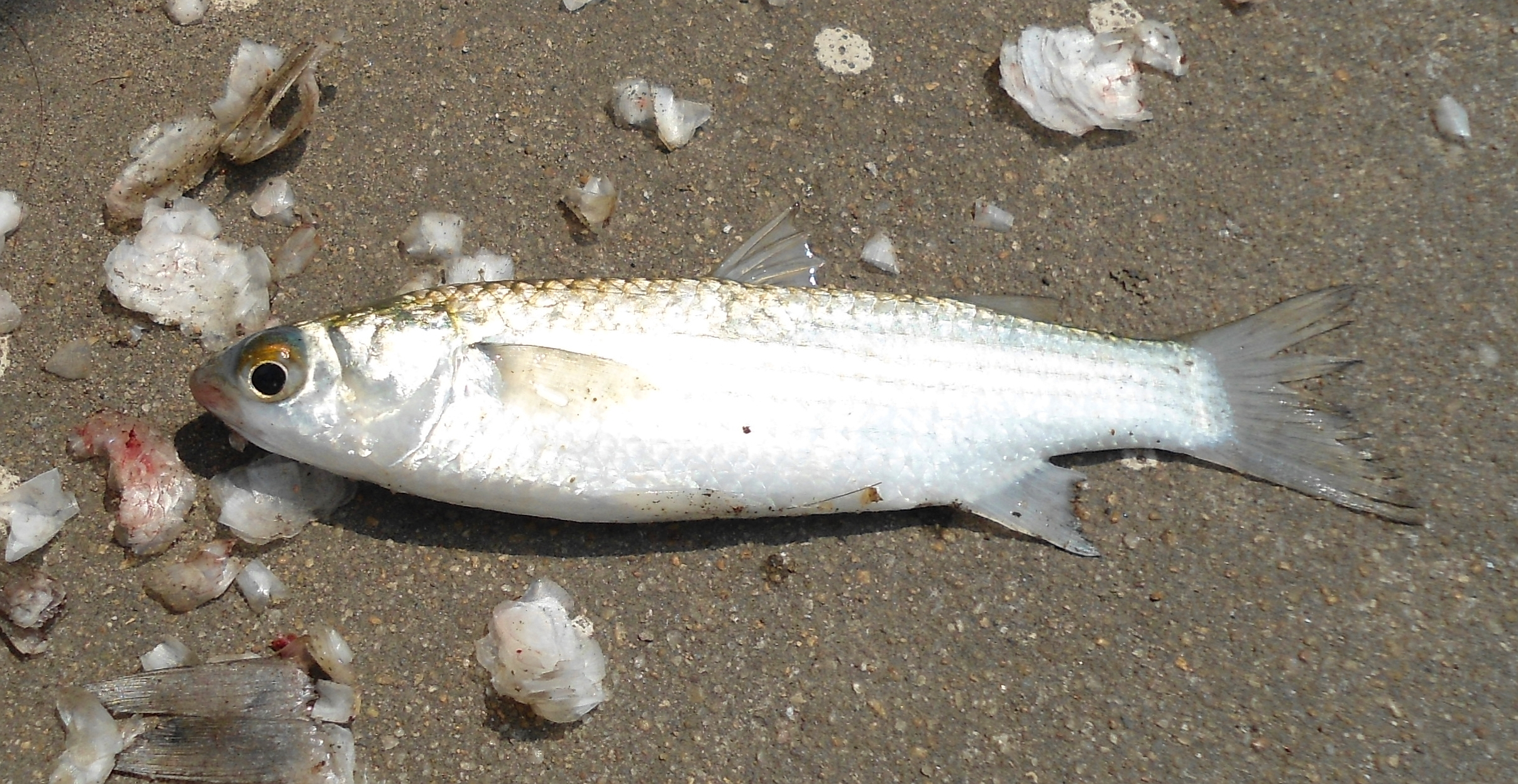
Cirrhinus cirrhosus "Rivière Nandu".
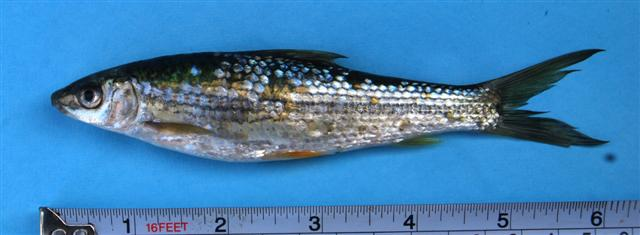
Cirrhinus reba.